# 清捲舌邊近音
清捲舌邊近音是辅音中的一种边音，国际音标用⟨ɭ̊⟩表记此音，相应的X-SAMPA音标是l`_0。

## 特征
- 調音方法是無擦通音／近音，即是將舌頭放近另一個調音部位，但不收窄聲腔，故此不會做成湍流。

- 調音部位是捲舌，以舌尖和上顎前部接觸以形成對氣流的阻礙而調音。

- 發聲類型是清音，意味着發音時聲帶並不顫動。
- 本輔音是口腔輔音（口音），表示調音時空氣只從口裡流出。
- 調音方法是邊音，氣流從舌兩側流過，而不從中部流過。
- 氣流機制是肺部氣流，即由肺與橫膈膜驱动空气。

## 见于
在下面的记音中，变音符号用来区分舌尖音[ɭ̺̊]和舌叶音[ɭ̻̊]。
| 语言 | 语言 | 词汇  | 国际音标 | 意义 | 注释                         |
| ---- | ---- | ----- | -------- | ---- | ---------------------------- |
| Iaai | Iaai |       |          |      | 和/ɭ/对立。                  |
| Toda | Toda | [paɭ̊] | [paɭ̊]    | 山谷 | 和/ɭ/对立。(如/paɭ/“手镯”)。 |

## 更多
- 语音学话题列表